# The Spires
The Spires  est un gratte-ciel résidentiel de 130 mètres de hauteur, construit à Houston au Texas en 1983.
L'architecte de l'immeuble est l'agence H.C. Huang & Partners